# More sudbine
More sudbine je deseti album hrvatskog pjevača Harija Rončevića koji sadrži 11 pjesama. Objavljen je 2004. godine.

## Popis pjesama
1. "More sudbine"
2. "I sve dok dišen"
3. "Tamo di mi sunce sja"
4. "Mira niman"
5. "Kampanel moje ljubavi"
6. "Od svega umoran"
7. "Ostani s njim"
8. "Godina"
9. "Moje si more"
10. "Poljubi me"
11. "Za kraj"